# Emilia Clarke
Emilia Isobel Euphemia Rose Clarke, född 23 oktober 1986 i London, är en brittisk skådespelerska. Hon har bland annat gjort roller som Daenerys Targaryen i TV-serien Game of Thrones och som Louisa Clark i filmen Livet efter dig.

## Biografi
Emilia Clarke föddes i London och växte upp i Berkshire. Clarkes far var ljudtekniker på teater och hennes mor affärskvinna, medan brodern studerade statsvetenskap. Clarkes intresse för skådespeleri började i treårsåldern då hon sett musikalen Show Boat som hennes far jobbade med då. Hon läste vid St Edward's (2000–2005) och Rye St Antony innan hon började studera vid Drama Centre London där hon utexaminerades 2009.
Clarke är delvis av indisk härkomst. Från oktober 2015 bor Clarke i Hampstead, London. Hon hade tidigare även en lyxvilla i Los Angeles som hon sålde sent 2020.

## Karriär
Clarkes tidiga rollinsatser var i ett par pjäser vid St. Edwards, 10 pjäser vid Drama Centre London, Company of Angels-produktionen Sense 2009., och en reklam 2009 för Samaritans. Hennes första TV-roll var som Saskia Mayer 2009 i ett avsnitt av Doctors och Savannah i Syfys 2010 film Triassic Attack.
Hennes stora genombrott kom med rollen som Daenerys Targaryen i HBO-medeltidsfantasyserien Game of Thrones som är baserad på bokserien Sagan om is och eld av George R.R. Martin. Hon var ersättare för brittiska skådespelaren Tamzin Merchant som hoppade av första avsnittet. Serien debuterade i april 2011 och fick positiv kritik, och 2012 sändes den andra säsongen.
Från oktober 2015 bor Clarke i Hampstead, London.

## Arbete utanför skärmen
År 2019, efter tillkännagivandet av hjärnaneurysmer som hon lidit av 2011 och 2013, lanserade Clarke sin egen välgörenhetsorganisation SameYou. Välgörenheten syftar till att bredda tillgången till neurorehabilitering för ungdomar efter en hjärnskada eller stroke.

## Filmografi (i urval)

### Filmer
| År   | Titel                   | Roll         | Anmärkning              |
| ---- | ----------------------- | ------------ | ----------------------- |
| 2012 | Spike Island            | Sally        |                         |
| 2013 | Dom Hemingway           | Evelyn       |                         |
| 2015 | Terminator: Genisys     | Sarah Connor |                         |
| 2016 | Livet efter dig         | Louisa Clark |                         |
| 2017 | Voice from the Stone    | Verena       |                         |
| 2018 | Solo: A Star Wars Story | Qi'ra        |                         |
| 2019 | Last Christmas          | Kate         |                         |
| 2022 | Den makalöse Maurice    | Malicia      | Röstroll                |
| 2023 | The Pod Generation      | Rachel       | Även exekutiv producent |

### TV
| År        | Titel           | Roll               | Anmärkning                            |
| --------- | --------------- | ------------------ | ------------------------------------- |
| 2009      | Doctors         | Saskia Mayer       | Avsnittet: "Empty Nest"               |
| 2010      | Triassic Attack | Savannah Roundtre  | TV-film                               |
| 2011–2019 | Game of Thrones | Daenerys Targaryen | Huvudroll                             |
| 2013      | Futurama        | Marianne (röst)    | Avsnittet: "Stench and Stenchibility" |
| 2016      | Robot Chicken   | Bridget (röst)     | Avsnittet: "Joel Hurwitz Returns"     |
| 2023      | Secret Invasion | Abigail Brand      | Huvudroll; efterbearbetning           |